# آبشار تینکیسو
آبشار تینکیسو (به انگلیسی: Tinkisso Falls) آبشاری است که در گینه واقع شده و ارتفاع کلی ریزشگاه آن ۳۶ متر است.

## جستارهای وابسته

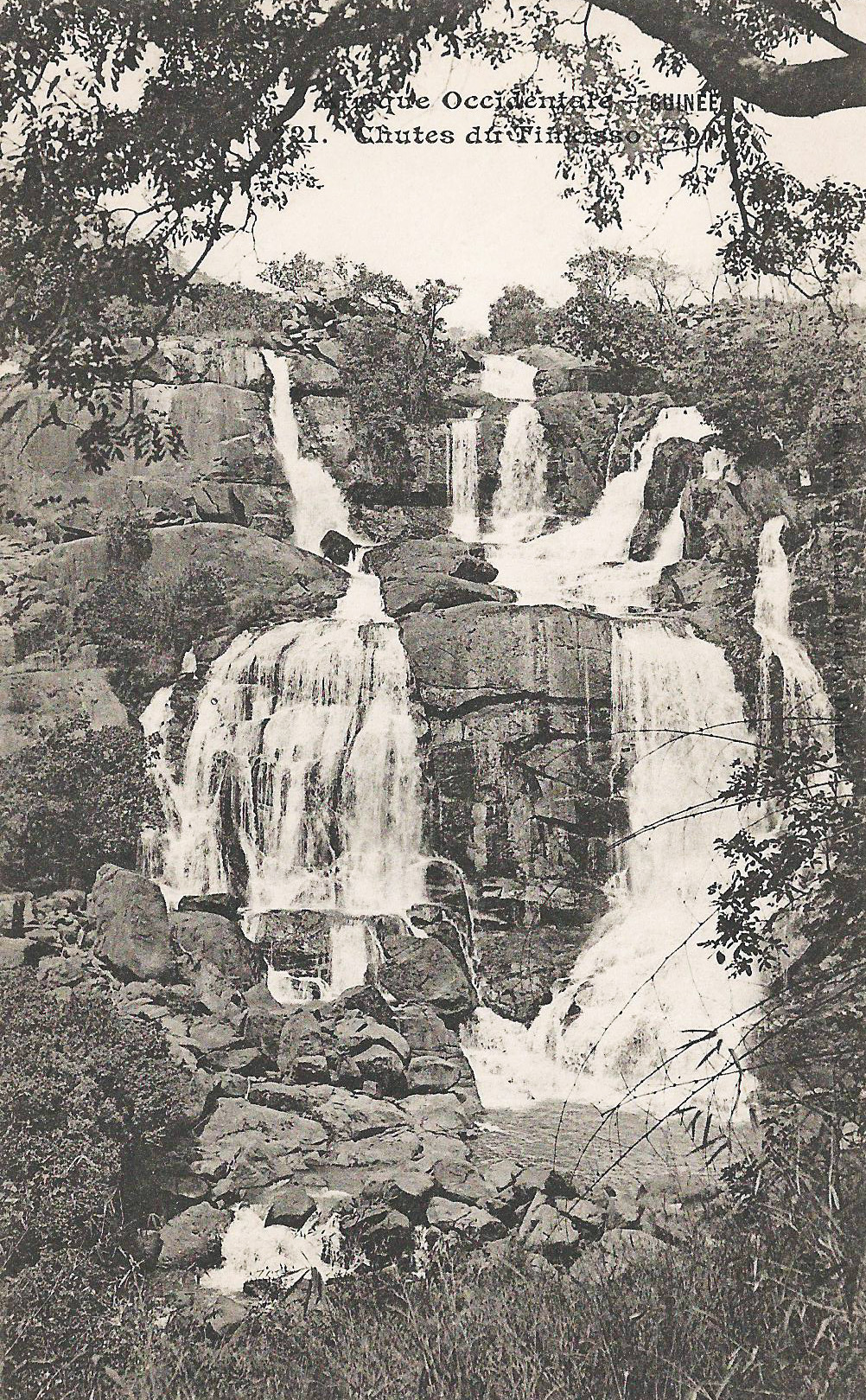